# آی‌سی‌آی
آی‌سی‌آی (انگلیسی: Imperial Chemical Industries) شرکت صنایع شیمیایی بریتانیایی است، که در سال ۱۹۲۶ تأسیس شد و هم‌اکنون متعلق به شرکت آکزونوبل می‌باشد.